# Drei Frauen in der Kirche
Drei Frauen in der Kirche ist ein Bild von Wilhelm Leibl. Das Ölgemälde auf Mahagoniholz ist 113 × 77 cm groß und stellt drei Bäuerinnen unterschiedlichen Alters in Miesbacher Gebirgstracht dar, die betend und lesend auf einer Kirchenbank sitzen.

## Gemälde
Das Gemälde im Stil des Realismus entstand 1878 bis 1882 in der Heilig-Kreuz-Kirche in Berbling, einem Stadtteil von Bad Aibling. Leibl hatte die Bäuerinnen engagiert, bezahlt und über drei Jahre lang Modell sitzen lassen. Anna Staber, die Frau rechts auf dem Bild, und Maria Buchner, in der Mitte, stammten aus Berbling. Die links betende Frau ist Maria Vogl, genannt die Tumin; sie stammte aus Mietraching bei Bad Aibling. Die junge Magd Anna Staber war zum Beginn der Arbeit zu krank zur Feldarbeit und wurde deshalb ausgewählt. Der ursprüngliche Pfarrer Berblings starb noch 1878, kurz nach Beginn der Arbeiten am Gemälde. Der Nachfolger untersagte das Weitermalen. Erst der angerufene Prinzregent Luitpold konnte die Situation schlichten.
Insgesamt beeindruckten die Komposition und die naturgetreue Darstellung bereits seine Zeitgenossen, unter anderem hat sich Vincent van Gogh lobend über das Gemälde des damals 38-jährigen Künstlers geäußert. In einem Brief an seine Mutter vom 26. Oktober 1878 beurteilt der Maler sein Bild in der Art:

„Ich male nämlich ein junges und zwei alte Weiber, die am Beichtstuhl sitzen und im Gebet vertieft sind. Alle haben Gebirgstracht (Miesbacher Tracht) an, welche sehr schön ist, besonders bei der Jüngeren. Ich kann nicht begreifen, dass noch niemand diese Leute genau gemalt hat. Was ich bisher fertig habe, hat zwar furchtbare Arbeit gekostet, ist aber nach Ausspruch derer die es gesehen haben, das Beste von meinen bisherigen Arbeiten.“

1882 war es in der Ersten Internationalen Kunstausstellung im Künstlerhause in Wien ausgestellt. Hermann Bahr kommentierte: „ein wahres Meisterstück von gesundem, kraftsamen, übertreibungslosen Realismus.“
Der Maler verkaufte das Bild 1883 an die Familie Schön in Worms für 40.000 Mark. 1884 wurde es in Wien, Paris und London ausgestellt. Seit 1906 befindet es sich in der Hamburger Kunsthalle. Die Kirchenbänke im Stile des Rokoko sowie eine Kopie des Gemäldes befinden sich noch heute in der Kirche.

## Weitere Gemälde dieser Periode
- Zwei Dachauerinnen im Wirtshaus (1874–75)
- Älterer Bauer und junges Mädchen („Das Ungleiche Paar“) (1876/77)
- Bauern im Gespräch (Dorfpolitiker) (1877)